# Cyathea ulei
Cyathea ulei är en ormbunkeart som först beskrevs av Hermann Christ och fick sitt nu gällande namn av Karel Domin. Cyathea ulei ingår i släktet Cyathea och familjen Cyatheaceae. Inga underarter finns listade.